# Mas de Ciutat
El Mas de Ciutat, és una masia de l'antic poble de Prullans, a l'antic terme de Fígols de Tremp, pertanyent actualment al municipi de Tremp. Eclesiàsticament pertanyia a la parròquia de Castissent. Està situada a l'extrem occidental del terme de Tremp, molt a prop, al nord-est, del Pont de Montanyana, al punt quilomètric 3,4 de la carretera C-1311. És a l'extrem de ponent del Serrat de Ciutat, al nord de l'Avellana.
Es tracta d'una masia conformada per diferents edificacions unides entre si, que s'estructuren al voltant d'un pati central. El conjunt integra un habitatge, una capella, una era on es troben els corrals, un pati central i unes quadres amb diversos coberts. L'habitatge consta de planta, pis i golfes. Està construït amb pedra del país sense treballar rejuntada amb fang. El parament es mostra sense arrebossar. Les obertures es distribueixen de forma desordenada. La porta d'accés es troba a la façana nord, és d'arc rebaixat i està precedida per dos graons. Una altra porta dona a l'era. Sober aquesta porta hi ha un finestral semicircular acabat amb arc adovellat. Al sud-est de l'habitatge s'annexa la nau que acull la capella de planta quadrangular amb una porta d'arc de mig punt amb dovelles ben tallades.